# Генрик Неводнічанський
Генрик Неводнічанський (пол. Henryk Niewodniczański; 10 грудня 1900, Вільно, Російська імперія — 20 грудня 1968, Краків, Польща) — польський фізик, засновник Краківського центру ядерної фізики, професор Ягеллонського університету, дослідник в галузі атомної, ядерної та молекулярної фізики.

## Біографія

### Ранні роки та освіта
Народився у Вільно (тепер Вільнюс, Литва) у родині Віктора Неводнічанського, фізика та інженера. Освіту здобував у гімназіях Рильська, Брянська, а після повернення до Вільно — в гімназії ім. Зигмунда Августа, яку закінчив у 1920 році з відзнакою. Як гімназист, брав участь у боротьбі проти більшовиків у лавах артилерійського підрозділу Польських легіонів.
Навчався в Університеті Стефана Баторія у Вільнюсі, де у 1924 році здобув ступінь бакалавра, а в червні 1926 року — докторський ступінь. У 1927 році отримав стипендію для навчання у Тюбінгенському університеті (Німеччина), де працював під керівництвом відомого фізика Вальтера Герлаха. У 1932 році в Університеті Стефана Баторія здобув ступінь габілітованого доктора.
У 1934 році отримав стипендію Фонду Рокфеллера для стажування у Кембриджському університеті, де працював у Королівській Мондській лабораторії під керівництвом Ернеста Резерфорда — відкривача атомного ядра. Згодом перейшов до Кавендішської лабораторії, яку також очолював Резерфорд.
В 1937 році очолив кафедру фізики у Познанському університеті, а в червні 1939 року повернувся до Вільнюса, де був призначений професором кафедри експериментальної фізики. Після завершення Другої світової війни, у 1945 році, викладав у Новому університеті та Політехнічному інституті у Вроцлаві, а також в Університеті Марії Кюрі-Склодовської в Любліні.
У вересні 1946 року став професором Ягеллонського університету в Кракові, де розвивав дослідницьку і викладацьку діяльність у галузі експериментальної фізики. З часом очолив усі фізичні кафедри, які згодом увійшли до складу Інституту фізики Ягеллонського університету. З ініціативи професора Неводнічанського було збудовано невеликий циклотрон C-48.
Незважаючи на труднощі, йому вдалося отримати дозвіл влади на встановлення в Кракові циклотрону У-120, придбаного в СРСР. Цей циклотрон став основою для створення Центру ядерної фізики Польської академії наук, заснованого ним у 1952 році. У 1955 році цей центр став філією Інституту ядерних досліджень ПАН зі штаб-квартирою у краківському районі Броновіце. У 1960 році його було перетворено на Інститут ядерної фізики ПАН, який з 1988 року носить ім'я Генрика Неводнічанського.
Його наукові дослідження охоплювали атомну оптику (зокрема відкриття дипольного магнітного випромінювання у спектрі парів свинцю), ядерну фізику (розсіювання дейтронів, реакції «відривання», ефект «глорії») та спектроскопію з використанням прискорювачів.
Автор понад 130 наукових публікацій. У 1951—1953 роках обіймав посаду проректора Ягеллонського університету.
Виховав багато поколінь польських фізиків, серед яких — понад 40 докторів наук. Сформував наукову школу, визначив напрями досліджень, започаткував міжнародну співпрацю, зокрема з Об'єднаним інститутом ядерних досліджень у Дубні, де був членом Наукової ради. За його ініціативою в ОІЯД створено Лабораторію ядерних проблем і Відділ ядерної спектроскопії та радіохімії.

## Наукові досягнення
Досліджував:
- атомну оптику (відкрив дипольне магнітне випромінювання у спектрі парів свинцю),
- ядерну фізику (розсіювання дейтронів, реакції «стрипінгу», ефект «глорії»),
- спектроскопію на пучках прискорювачів.

Автор понад 130 наукових публікацій. Сформував школу фізиків, підготував 40 докторів наук.

## Громадська та наукова діяльність
Член численних наукових товариств:
- Польська академія наук (від 1952), член Президії (з 1960),
- Польська академія умінь (від 1947),
- Польське фізичне товариство,
- Французьке, італійське, американське фізичні товариства,
- Комітети PAN з фізики, астрономії, з питань мирного використання ядерної енергії,
- Товариства друзів науки у Вільнюсі (1932),
- Товариства друзів науки в Познані (1937),
- Варшавського наукового товариства (від 1951),
- Польської академії наук (від 1952, з 1960 — член Президії).

Брав участь у роботі Комітету з фізики, Комітету з астрономії та Комітету з мирного використання ядерної енергії ПАН.

## Відзнаки
Премія президента Ігнація Мосціцького,
Командорський хрест із зіркою Ордена Відродження Польщі.

## Пам'ять
- У 1988 році Інститут ядерної фізики в Кракові було названо на його честь.
- Його ім'я носить одна з вулиць у Кракові-Свошовіцах[3]